# 团花滇紫草
团花滇紫草（学名：Onosma glomeratum）是紫草科滇紫草属的植物，是中国的特有植物。分布在中国大陆的西藏等地，生长于海拔3,700米的地区，一般生于山坡砂地，目前尚未由人工引种栽培。